# Aço maraging
Os aços maraging são aços classificados como de ultra alta resistência devido a suas propriedades mecânicas, que podem atingir 2 GPa de limite de escoamento . Seu nome vem da junção de duas palavras em inglês: Martensite + Age hardening. Martensite , em português martensita, é uma fase dos aços formada da austenita quando o resfriamento é rápido o suficiente para não haver difusão, no caso dos aços maraging a matriz é, em geral, totalmente martensítica. Age hardening, em português envelhecimento, é um tratamento térmico realizado para endurecer os metais pela precipitação de fases na matriz.
Vale ressaltar que a martensita formada nesses aços não é dura e frágil igual à dos aços carbono comuns, visto que o maraging possui pouquíssimo carbono, cerca de 30 ppm, e muito níquel, cerca de 20% em massa. Com isso, a martensita formada tem características mais próximas da mesma fase formada em ligas de Ni, sendo bastante resistente, mas mantendo boa ductilidade.
A vantagem de se trabalhar com esse material é sua versatilidade de propriedades, pois quando somente solubilizado, ou seja, sem precipitados, possui boa maleabilidade, podendo-se trabalhar, deformar e usinar o material sem grandes problemas. Após a deformação necessária ser concluída, faz-se o envelhecimento para que partículas nanométricas de fases intermetálicas precipitem e elevem bastante a resistência mecânica e dureza do material, mas mantendo ainda boa ductilidade.
Outra propriedade relevante é a resistência à corrosão, devido ao elevado teor de Ni e de outros elementos, como Cr e Mo. Devido a essas propriedades, principalmente a sua elevada resistência específica (resistência por unidade de peso) e a ausência de distorção durante o envelhecimento , esse material é utilizado em ambientes que exigem bastante dele, como indústria aeroespacial, equipamentos esportivos, estruturas de ultra centrífugas de enriquecimento isotópico de urânio, entre outros.

## Histórico
As primeiras ligas que precederem os aços maraging foram desenvolvidas, nos anos 50, por Clarence Bieber na INCO (International Nickel Company), em que ligas com 20 e 25% Ni foram estudadas, mas o alto teor de Ni mantinha a Ms acima da temperatura ambiente, não transformando a matriz totalmente em martensita. Para reverter essa situação, era necessário um envelhecimento prévio da austenita, visando diminuir o teor de Ni, e posteriormente transformar em martensita e envelhecê-la . Com o passar dos anos autores, como Decker , Floreen  e Speich  estudaram modificações dessas ligas, agora com 18% Ni, e testaram diversos elementos de liga na tentativa de encontrar os elementos ideais que melhorassem as propriedades mecânicas. Assim, a família de aços maraging baseada em Fe-Ni-Co-Mo foi desenvolvida e ganhou visibilidade pelas ótimas propriedades. 
Após um período de estagnação dessas ligas, o aumento no preço do Co no final dos anos 70 forçou o desenvolvimento de aços maraging com menor teor ou sem esse elemento. Isso gerou uma nova família desses aços, em que era necessário diminuir o teor de Mo e aumentar o de Ti, para que se mantivessem as boas propriedades .

## Graus de Maraging
Os aços maraging possuem um número, chamado por vezes de grau, que indica aproximadamente o valor nominal do limite de escoamento do material em milhares de libras por polegada quadrada. Sendo esses graus números variando entre 200 e 450, com incremento de 50 entre um grau e outro. Ou seja, um aço maraging com grau 200 tem por volta de 200.000 lbf/in² de limite de escoamento. Seguem abaixo tabela de composição dependendo do grau de maraging :
| Elemento | Graus | Graus | Graus | Graus |
| Elemento | 200   | 250   | 300   | 350   |
| -------- | ----- | ----- | ----- | ----- |
| Fe       | bal.  | bal.  | bal.  | bal.  |
| Ni       | 18    | 18    | 18    | 18    |
| Co       | 8,5   | 8,5   | 9,0   | 12,5  |
| Mo       | 3,3   | 5,0   | 5,0   | 4,2   |
| Ti       | 0,2   | 0,4   | 0,7   | 1,6   |
| Al       | 0,1   | 0,1   | 0,1   | 0,1   |
| C máx    | 0,03  | 0,03  | 0,03  | 0,03  |
| Si máx   | 0,10  | 0,10  | 0,10  | 0,10  |

## Propriedades
Como já falado anteriormente, os aços maraging são muito requisitados pela versatilidade e excepcionalidade de suas propriedades, unindo alta resistência e boa ductilidade, além de consideráveis tenacidade e soldabilidade. Segue tabela de algumas propriedades desses aços :
| Propriedade                          | Condição     | Graus       | Graus       | Graus       | Graus |
| Propriedade                          | Condição     | 200         | 250         | 300         | 350   |
| ------------------------------------ | ------------ | ----------- | ----------- | ----------- | ----- |
| Limite de Escoamento (MPa)           | Solubilizada | 800         | 800         | 790         | 830   |
| Limite de Escoamento (MPa)           | Envelhecida  | 1310 - 1550 | 1650 - 1830 | 1790 - 2070 | 2390  |
| Limite de Resistência à Tração (MPa) | Solubilizada | 1000        | 1010        | 1010        | 1150  |
| Limite de Resistência à Tração (MPa) | Envelhecida  | 1340 - 1590 | 1690 - 1860 | 1830 - 2100 | 2460  |
| Alongamento (%)                      | Solubilizada | 17          | 19          | 17          | 18    |
| Alongamento (%)                      | Envelhecida  | 6 - 12      | 6 - 10      | 5 - 10      | 8     |
| Redução de área (%)                  | Solubilizada | 79          | 72          | 76          | 70    |
| Redução de área (%)                  | Envelhecida  | 35 - 67     | 35 - 60     | 30 - 50     | 36    |

As fases encontradas normalmente em aços maraging são a martensita, como matriz, e as fases intermetálicas, que podem ser metaestáveis, como fase S, ω e Ni3(Ti,Mo), ou estáveis, como Fe2Mo  além de poder apresentar fases com combinações entre os diversos elementos de liga, como Ti e Al. Os aços maraging ricos em Co e Mo tendem a formar fase de Laves (Fe2Mo ou Fe2W) somente após a formação de Fe3Co, sendo a primeira precipitada preferencialmente no contorno entre Fe2Co e a matriz . A precipitação de fases intermetálicas é facilitada pela alta densidade de discordâncias, as quais auxiliam a difusão dos elementos substitucionais na matriz martensítica . Outras fases, além das citadas, podem surgir dependendo da composição do aço, como fase Chi e Sigma .
Não menos importante, pode haver a presença de austenita na estrutura do material, sendo essa austenita originada da martensita. Diferentemente dos aços carbonos comuns, os aços maraging não geram austenita retida durante o resfriamento, devido ao baixíssimo teor de carbono, mas podem ter regiões em que a martensita reverte para austenita, originando a chamada austenita revertida. Isso se deve ao alto teor de Ni e outros elementos gamagênicos (estabilizadores de austenita), os quais podem de difundir e se concentrar em determinadas regiões, as quais, com essa nova composição, terão uma temperatura Ms (temperatura de início da transformação martensítica) abaixo da temperatura ambiente, logo essa regiões não se transformarão em austenita novamente. 
Os elementos de liga presentes na matriz serão de grande importância para as propriedades dos aços maraging, por exemplo a presença de Co diminui a solubilidade do Mo na matriz austenítica, induzindo a formação de precipitados ricos em Mo, que aumentam a resistência mecânica. Para leitura mais profunda sobre a influência dos elementos de liga nas propriedades desses aços, recomenda-se referência .

## Tratamento térmico
Os tratamentos térmicos são necessários para que os aços maraging atinjam as propriedades desejadas ou para que seja possível sua deformação de maneira economicamente viável. Os dois tratamentos comuns a esse aço são solubilização e envelhecimento. Os parâmetros industriais para esses tratamentos são, em geral, solubilização a cerca de 820°C e envelhecimento a cerca de 480°C. 
A solubilização é realizada para dissolver todas as segundas fases que venham a existir no material, elevando-se até uma temperatura de austenitização, seguida de resfriamento rápido (têmpera), garantindo que haja apenas a fase matriz no material, nesse caso martensita. Já o envelhecimento consiste em elevar a temperatura em uma faixa mais baixa para que haja a precipitação de outras fases na matriz. No caso do maraging, essas fases não são carbonetos, mas fases intermetálicas, originadas da interação dos elementos de liga.

## Aplicações
Como já mencionado, os aços maraging em geral, possuem ultra-alta resistência mecânica, boas ductilidade, ótima tenacidade, resistência à corrosão, soldabilidade e estabilidade dimensional durante tratamento térmico. Visto isso, eles são utilizados em situações que exigem bastante desse material. A indústria aeroespacial é a principal utilizadora dos aços maraging, visto que sua altíssima resistência permite a utilização de chapas mais finas nas aeronaves e nos foguetes, diminuindo o peso desses . Outra aplicação importante é na indústria nuclear. No processo de enriquecimento de urânio, utilizam-se ultracentrífugas, que como o nome já diz são centrífugas que devem girar a velocidades bem superiores a centrífugas comuns. Sabendo-se que a velocidade do rotor de uma ultracentrífuga é diretamente proporcional a razão entre o limite de resistência e a densidade do material o qual o rotor é produzido , é importante que esse material tenha uma alta resistência. É aí que os aços maraging são solicitados, obtendo alto desempenho.

## Variações de Aços Maraging
Existem variações de maraging não com base no grau, já discutido, como os aços maraging PH (precipitation hardening, em português endurecido por precipitação), os quais possuem modificações na composição para gerarem precipitados específicos, como é o caso do PH 13-8 Mo que gera β-NiAl . Existem os Aços maraging inoxidáveis que possuem 14-12% Cr e 8-4%Ni, além de poder ter outros elementos como Mo, Co, Al e Cobre . E existem também aços maraging ricos em Mn, que buscam substituir parte do Ni em Mn, na tentativa de baratear a produção desses aços sem prejudicar as propriedades. Um teor de Mn de 6-12% permite que o teor de Ni seja menor que 5%, além de permitir a geração de novos precipitados como NiMn ou fase Heusler (Ni2MnAl) .  